# Saltos ornamentais nos Jogos Pan-Americanos de 1991
As competições de saltos ornamentais nos Jogos Pan-Americanos de 1991 foram realizadas em Havana, Cuba. Esta foi a décima primeira edição do esporte nos Jogos Pan-Americanos. 

## Masculino

### Trampolim de 1 metro
| POSIÇÃO | ATLETA                |
| ------- | --------------------- |
|         | Mark Lenzi (USA)      |
|         | Abel Ramírez (CUB)    |
|         | Jorge Mondragón (MEX) |

### Trampolim de 3 metros
| POSIÇÃO | ATLETA                |
| ------- | --------------------- |
|         | Kent Ferguson (USA)   |
|         | Mark Bradshaw (USA)   |
|         | Jorge Mondragón (MEX) |

### Plataforma de 10 metros
| POSIÇÃO | ATLETA                |
| ------- | --------------------- |
|         | Roger Ramírez (CUB)   |
|         | Jesús Mena (MEX)      |
|         | Patrick Jeffrey (USA) |

## Feminino

### Trampolim de 1 metro
| POSIÇÃO | ATLETA               |
| ------- | -------------------- |
|         | Jill Schlabach (USA) |
|         | Alison Malsch (USA)  |
|         | Mayte Garbey (CUB)   |

### Trampolim de 3 metros
| POSIÇÃO | ATLETA             |
| ------- | ------------------ |
|         | Karen LaFace (USA) |
|         | Paige Gordon (CAN) |
|         | Mayte Garbey (CUB) |

### Plataforma de 10 metros
| POSIÇÃO | ATLETA                  |
| ------- | ----------------------- |
|         | Eileen Richetelli (USA) |
|         | Alison Malsch (USA)     |
|         | María Carmuza (CUB)     |

## Quadro de medalhas
| Posição | Nação              |   |   |   | Total |
| ------- | ------------------ | - | - | - | ----- |
| 1       | USA Estados Unidos | 5 | 3 | 1 | 9     |
| 2       | CUB Cuba           | 1 | 1 | 3 | 5     |
| 3       | MEX México         | 0 | 1 | 2 | 3     |
| 4       | CAN Canadá         | 0 | 1 | 0 | 1     |
| Total   | Total              | 6 | 6 | 6 | 18    |